# Delfinópolis
Delfinópolis est une municipalité brésilienne de l'État du Minas Gerais et la microrégion de Passos. La ville se trouve à 350 km au nord de São Paulo.